# Lunzenau
Lunzenau – miasto w Niemczech, w kraju związkowym Saksonia, w okręgu administracyjnym Chemnitz, w powiecie Mittelsachsen. W 2009 liczyło 4 868 mieszkańców.

## Współpraca
Miejscowość partnerska:
- Hörstel, Nadrenia Północna-Westfalia